# Stamboom Anna van Egmond-van Buren (1533-1558)
Dit is de stamboom van Anna van Egmond-van Buren (1533-1558).
| Stamboom Anna van Egmond-van Buren (1533-1558)                                                        | Stamboom Anna van Egmond-van Buren (1533-1558)                 | Stamboom Anna van Egmond-van Buren (1533-1558)                 | Stamboom Anna van Egmond-van Buren (1533-1558)                | Stamboom Anna van Egmond-van Buren (1533-1558)                 |
| --- | -------------------------------------------------------------- | -------------------------------------------------------------- | ------------------------------------------------------------- | -------------------------------------------------------------- |
| Grootouders                                                                                           | Floris van Egmont (ca. 1470-1521) x 1500 Margaretha van Bergen | Floris van Egmont (ca. 1470-1521) x 1500 Margaretha van Bergen | Hugo de Lannoy (1486-1528) x 1512 Maria van Boechout († 1563) | Hugo de Lannoy (1486-1528) x 1512 Maria van Boechout († 1563)  |
| Ouders                                                                                                | Maximiliaan van Egmont x 1531 Françoise de Lannoy              | Maximiliaan van Egmont x 1531 Françoise de Lannoy              | Maximiliaan van Egmont x 1531 Françoise de Lannoy             | Maximiliaan van Egmont x 1531 Françoise de Lannoy              |
| Anna van Egmond-van Buren (1533-1558) x 1551 Willem I van Oranje-Nassau (1533-1584) Willem de Zwijger |                                                                |                                                                |                                                               |                                                                |
| Kinderen                                                                                              | Maria (1553-1554)                                              | Philips Willem (1554-1618) x 1606 Elenora van Bourbon-Condé    | Philips Willem (1554-1618) x 1606 Elenora van Bourbon-Condé   | Maria (1556-1616) x 1595 Filips Ernst van Hohenlohe-Neuenstein |
| Kleinkinderen                                                                                         | -                                                              | -                                                              | -                                                             | Filips Maurits van Hohenlohe-Neuenstein († jong)               |